# Дона-Эмма
Дона-Эмма (порт. Dona Emma) — муниципалитет в Бразилии, входит в штат Санта-Катарина. Составная часть мезорегиона Вали-ду-Итажаи. Входит в экономико-статистический  микрорегион Риу-ду-Сул. Население составляет 3082 человека на 2006 год. Занимает площадь 181,018 км². Плотность населения — 17,0 чел./км².

## История
Город основан 17 мая 1962 года.

## Статистика
- Валовой внутренний продукт на 2003 составляет 24 880 304,00 реалов (данные: Бразильский институт географии и статистики).
- Валовой внутренний продукт на душу населения на 2003 составляет 7809,26 реалов (данные: Бразильский институт географии и статистики).
- Индекс развития человеческого потенциала на 2000 составляет 0,794 (данные: Программа развития ООН).

## Персоналии
- Ленард, Александр (1910—1972) — венгерский врач, писатель, поэт, переводчик, художник, музыкант и педагог. Полиглот.